# Racomitrium lepervanchei
Racomitrium lepervanchei là một loài Rêu trong họ Grimmiaceae. Loài này được Besch. mô tả khoa học đầu tiên năm 1880.